# 28 mai 1935
Le mardi 28 mai 1935 est le 148e jour de l'année 1935.

## Naissances
- Anne Reid, actrice britannique
- Betty Shabazz (morte le 23 juin 1997), militante américaine pour les droits des femmes
- Gianfranco Sardagna, joueur de basket-ball italien
- Bepi De Marzi, compositeur, chef de chœur et organiste
- Jean Fréchet (mort le 17 mars 2011), prêtre catholique français
- Margaret Reid, personnalité politique australienne
- Richard Van Allan (mort le 4 décembre 2008), chanteur baryton-basse britannique
- Wilhelm Kurtz, archevêque polonais

## Décès
- Jelka Rosen (née le 30 décembre 1868), artiste allemande
- Robert Goldschmidt (né le 4 mai 1877), scientifique belge

## Événements
- Premier vol du chasseur allemand Messerschmitt Bf 109.
- Découverte de l'astéroïde (1712) Angola
- Création de la banque centrale d'Argentine